# Kim und die Wölfe
Kim und die Wölfe (Originaltitel: Ulvesommer) ist ein Film von Regisseur Peder Norlund aus dem Jahr 2003.

## Handlung
Das Mädchen Kim ist eine leidenschaftliche Kletterin. Ihr Vater war der erste, der die Ostwand als Zwölfjähriger bezwungen hat. Dieses möchte Kim ihm gleichtun. Ihre Mutter, mit der Kim alleine lebt, ist davon überhaupt nicht begeistert, da Kims Vater von ebendieser Ostwand tödlich abgestürzt ist, als Kim noch klein war. Die Mutter ist ohnehin mehr mit Männerbekanntschaften beschäftigt als mit der Erziehung ihrer Tochter. Durch Missverständnisse kommt es dazu, dass Kim in den Ferien plötzlich alleine ist. Also beschließt sie, sich auf die Bergtour zu begeben.
Beim Klettern in der Ostwand stürzt Kim ab und bleibt bewusstlos liegen. Als sie schließlich wieder wach wird, kann sie sich mühsam in eine verfallene Hütte schleppen, wo sie wieder erschöpft zusammenbricht. Dort wird sie von einer Wölfin gefunden. Die Wölfin hat nur noch ein Junges, da die anderen von einem Bären getötet wurden. 
Zuvor haben Schäfer die Wölfin angeschossen und den Rest ihres Rudels vertrieben. Die Schäfer wollen alle Wölfe erschießen, da diese gelegentlich einige ihrer Schafe reißen.
Die Wölfin nimmt Kim wie ihr eigenes Kind auf und versorgt sie, bis es Kim wieder gut geht. Hier bekommt Kim die Mutterliebe, die ihr bei ihrer eigenen Mutter fehlt. Kim flüchtet zunächst vor der Wölfin, da diese sie nicht mehr weglassen wollte. Die Erwachsenen zeigen für ihre Zuneigung zu den Wölfen überhaupt kein Verständnis. In den Medien werden die Wölfe als gefährliche Bestien aufgebauscht, und es wird die Jagd auf die Wölfe eröffnet.
Dies versucht Kim zu verhindern und schließt sich erneut der Wölfin mit ihrem Jungen an. Nach einigen dramatischen Zwischenfällen – unter anderem muss Kim wieder in der Ostwand zusammen mit den Wölfen klettern, was ihr diesmal auch gelingt – kann Kim die Wölfe über die Grenze nach Schweden bringen. In Schweden ist die Jagd auf Wölfe verboten. Und auch die Beziehung zwischen Kim und ihrer richtigen Mutter verbessert sich spürbar durch die dramatischen Geschehnisse.

## Auszeichnungen
- Hauptpreis des Internationalen Kinderfilmfestivals „Schlingel“ 2003 in Chemnitz
- CINESTAR Kinderfilmpreis 2003,
- Preis der Kinderjury der 45. Nordischen Filmtage Lübeck
- Amanda 2003 (höchster norwegischer Filmpreis) als „Bester Kinderfilm“